# Joël Sami
Andre-Joël Sami (Montfermeil, Francia, 13 de noviembre de 1984) es un futbolista congoleño que juega como defensa en el Nonthaburi United S.Boonmeerit F. C. de la Liga 3 de Tailandia.

## Selección nacional
Ha sido internacional con la selección de fútbol de la República Democrática del Congo, donde hasta ahora, ha jugado 6 partidos internacionales y no ha anotado goles por dicho seleccionado.

## Clubes
| Club                                 | País      | Año       |
| ------------------------------------ | --------- | --------- |
| ASOA Valence                         | Francia   | 2002-2004 |
| Amiens S. C.                         | Francia   | 2004-2008 |
| A. S. Nancy-Lorraine                 | Francia   | 2008-2015 |
| S. V. Zulte-Waregem                  | Bélgica   | 2015-2016 |
| U. S. Orléans                        | Francia   | 2016-2017 |
| Ratchaburi F. C.                     | Tailandia | 2017-2018 |
| Sukhothai F. C.                      | Tailandia | 2018-2019 |
| Chiangmai United F. C.               | Tailandia | 2019      |
| Nonthaburi United S.Boonmeerit F. C. | Tailandia | 2020-     |